# 2022年环意自行车赛
2022年环意自行车赛是第105届环意自行车赛，于2022年5月6日至29日进行，此次比赛是2022年UCI世界巡回赛的其中一站比赛。完整的比赛线路图于2021年11月公布，共分为21轮，起点位于匈牙利布达佩斯，终点则位于意大利维罗纳。此次比赛计时赛仅占约26公里，是约60年来计时赛里程最短的环意自行车赛。
总共有来自22支车队的176名运动员参加此次比赛，其中18支为世界职业车队，另外4支则为外卡车队。最终来自博拉-汉斯格雅车队的杰伊·辛德利以86小时31分14秒的总时间获得此次比赛的冠军。来自英力士车队的理察·卡拉帕斯以1分18秒之差位居第二位，来自巴林勝利車隊的Mikel Landa则获得第三位。曾获上届冠军的伊根·贝尔纳尔因车祸受伤放弃参加此次比赛。